# IC 4562A
IC 4562A је галаксија у сазвјежђу Волар која се налази на листи објеката дубоког неба у Индекс каталогу.
Деклинација објекта је + 43° 30' 14" а ректасцензија 15h 36m 2,7s. Привидна величина (магнитуда) објекта IC 4562 износи 14,4 а фотографска магнитуда 15,4. IC 4562A је још познат и под ознакама CGCG 222-31, 1ZW 118, NPM1G +43.0307, PGC 55563.